# Léal Souvenir
Léal Souvenir (ou Timotheos ou Portrait d'un homme) est un portrait de petites dimensions (33,3 × 18,9 cm), daté de 1432 et réalisé sur panneau de bois par le peintre primitif flamand Jan van Eyck. Le panneau a été acquis par la National Gallery de Londres en 1857, où il est exposé depuis cette date.
Le personnage est situé devant la représentation d'un parapet en grisaille qui contient trois lignes d'inscriptions, chacune peinte comme si elle avait été gravée au ciseau dans la pierre. Van Eyck ne maîtrisait pas totalement le grec ancien ni le latin et commet des erreurs manifestes, ce qui fait que les lectures modernes de ces inscriptions sont loin de susciter l'unanimité. La première, en lettres grecques, semble devoir se transcrire « TYΜ.ωΘΕΟC », ce qui n'a pas été interprété de façon pleinement satisfaisante, mais a inspiré le titre que certains donnent au tableau, Thimotheos, ou Timotheus. L'inscription médiane, en français, se lit « LEAL SOUVENIR » (Souvenir fidèle), ce qui désigne un portrait commémoratif, peut-être un portrait-épitaphe achevé après la mort du modèle. La troisième inscription mentionne la signature de van Eyck et la date de l'exécution de l'œuvre, en des termes s'inspirant du jargon juridique: « Actu[m] an[n]o d[omi]ni.1432.10.die ocobris.a.ioh[anne] de Eyck» (« Ceci a été fait en l'an de notre Seigneur 1432, le 10 d'octobre, par Jan van Eyck »), ce qui incite certains à en déduire la profession de l'homme représenté.
Le modèle n'est pas identifié, mais les choix de représentation suggèrent plus une personne réelle qu'un hypothétique type idéal, comme cela pouvait être le cas dans d'autres portraits de la Renaissance du Nord. Il y a en effet une contradiction entre l'apparence modeste et l'expression du modèle, parfois décrit comme « simple et rustique », mais représenté dans une attitude pensive, tournée vers l'intériorité. Un certain nombre d'historiens d'art a mis en avant son air mélancolique, peut-être, comme le suggère Erwin Panofsky, celui d'un solitaire rêveur et inspiré.
Le modèle devait être une personnalité suffisamment importante du cercle de la cour de Bourgogne du prince Philippe le Bon pour qu'un peintre de cour fasse son portrait à la manière antique. L'historien d'art du XIXe siècle Hippolyte Fierens-Gevaert a rapproché l'inscription « TYΜ.ωΘΕΟC » du nom du musicien grec antique Timothée de Milet. Panofsky aboutit à la même conclusion, après avoir éliminé les autres Grecs portant le nom de Timothée — religieux ou militaires, exerçant par conséquent des professions ne correspondant pas à l'habit du personnage peint —, et penche pour un musicien haut placé à la cour de Philippe, vraisemblablement Gilles Binchois. Des recherches plus récentes écartent cette hypothèse, notamment en raison du fait qu'aucun attribut ne désigne explicitement un musicien, et se concentrent sur la formulation juridique des inscriptions pour privilégier l'idée selon laquelle l'homme aurait pu être un conseiller juridique de la couronne, peut-être même en rapport avec van Eyck lui-même.